# 鳥居奈古夢
鳥居奈古夢，日本輕小說作家。筆名。

## 人物簡介
2010年9月，投稿小說「香格里拉」入圍第6屆講談社BOX新人賞“Powers”第2名，雖然被選為人才，但因為發表的內容不齊全，所以還不算是以作家身份出道。翌年2011年，投稿另一部小說《境界的彼方》獲得京都動畫舉辦的京都動畫大獎第2屆小說部門獎勵獎，從此正式出道。其後同名小說在2013年10月至12月播放同名電視動畫，並於2015年上映電影動畫。
鳥居說自己跟其他人一樣承認很喜歡眼鏡，不僅如此，還有定期參加『眼鏡娘居酒屋「委員長」』的舞台現場活動演出。
目前在HINA Project的小說投稿網站「成為小說家吧」和出版社「AlphaPolis -電網浮遊都市-」的網站發表2010年的「香格里拉」和之前的作品。

## 作品
- 境界的彼方（插圖：鴨居知世，KA Esuma文庫）

1. 境界的彼方（2012年6月發行）
2. 境界的彼方2（2013年4月發行）
3. 境界的彼方3（2013年9月發行）

## 腳註

## 外部連結
- 鳥居奈古夢的官方個人網站 （页面存档备份，存于） （日語）
- 鳥居奈古夢的X（前Twitter） （日語）